# ミュサヴァト党
ミュサヴァト党（ミュサヴァトとう、アゼルバイジャン語: Müsavat Partiyası、日本語では平等党とも訳される）は、アゼルバイジャンの政党である。最初の組織は1911年に結成され、それはアゼルバイジャン史における最初の政党として知られる。
その党史は大きく分けて、1911年の結党からロシア内戦終結までの旧ミュサヴァト党時代、ソビエト連邦成立後の亡命時代、そしてペレストロイカ期から現代に至る新ミュサヴァト党時代の3つに分けられる。

## 旧ミュサヴァト党時代

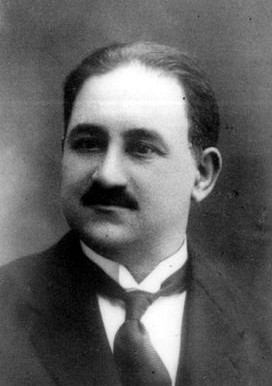
メフメト・エミーン・ラスールザーデ（1918年頃）

最初のミュサヴァト党は1911年にバクーで、元ヒンメトのメフメト・エミーン・ラスールザーデ、マンマダリ・ラスールザーデ（az, メフメト・エミーンの従弟）、アッバースグル・カジムザーデ (az)、タギ・ナギエフの4人によって秘密結社として設立された。当初の党名はムスリム民主ミュサヴァト党だった。その他のメンバーにはヴェリ・ミカイログル、セイド・ヒュセイン・サディグ (az)、アブデュッラヒム・ベイ、ユシフ・ジヤ・ベイ、セイド・ムサヴィ・ベイや、後にアゼルバイジャン社会主義ソビエト共和国の指導者となるナリマン・ナリマノフがいた。党の主導権を握っていたのは、イスタンブールに亡命中のメフメト・エミーン・ラスールザーデであった。
党は、国内外のアゼルバイジャン人とムスリムに対するアピールとして次のような目標を掲げた。
第一次世界大戦以前のミュサヴァト党はむしろ、中東全体においてイスラム世界とテュルク諸語圏の繁栄と政治的統一のために働く存在の、ミニチュア地下組織版とも言うべき存在であり、汎イスラーム主義、汎テュルク主義的な面も持っていた。その汎テュルク主義は、オスマン帝国で青年トルコ人が掲げた新奇なイデオロギーを反映したものであり、その始祖はロシア帝国内のアゼルバイジャン人知識人、とりわけアリ・ベイ・ヒュセインザーデや、その文学作品によるテュルク諸語話者の一体化によって帝国内の様々な民族意識に覚醒をもたらしたアフメト・アーオールのような人物であった。
しかし、そのイデオロギーにもかかわらず党は大戦中に帝政ロシアを支持した。一方で党の出現はロシアの社会民主主義者から伝統的な調和に反逆する「後れたムスリムの妄執と裏切りと狂信に支えられた、帝国主義的、オリエント主義的な産物」と見なされた。あるソ連の識者の言葉によれば、ラスールザーデとバクーのミュサヴァト党は「ボリシェヴィズムから汎イスラーム主義へと180度転換した」という。帝国内のムスリムは「裏切者のミュサヴァト党」に操られた逸脱者、反逆者として執拗に攻撃された。ロシア人労働者やグルジア人、アルメニア人、ユダヤ人のエリートが中核をなすバクーのメンシェヴィキと社会革命党も、イスラム教徒を「怠惰」で「蒙昧」であると長らく非難し続けた。さらにボリシェヴィキのみならず立憲民主党やデニーキン主義者からも、ミュサヴァト党は社会民主主義者の皮を被った封建的な「ベイども、ハーンども」の集まりとして扱われた。このような非難は、社会民主主義の誕生するはるか以前からの評価にも見受けられるものである。しかしそのような中傷は、党の大衆主義的な政策がムスリム労働者から支持され始めると、ロシアの社会民主主義の流れからの大多数のムスリムの離反をもたらす方向にも作用した。
党の指導層の大部分は、アゼルバイジャン人社会とテュルク人社会の上流階級出身で高学歴の専門家だったが、1917年から1919年の間に入党した党員の多くは、教育水準の低いバクーの下層ムスリムだった。

### レスルザーデ体制下
ロマノフ朝300周年記念に際した1913年の大赦によって、ラスールザーデはアゼルバイジャンへ戻った。当時の党はまだ公の存在ではなかったにもかかわらず、ラスールザーデは党の目標を自身の解釈によって定義した『公論』(az) 紙を1915年から1918年まで発行させ、それは二月革命直後に党が合法化されてからは正式に党の機関紙となった。

テュルク連合ミュサヴァト党時代の党旗

革命直後のミュサヴァト党は、ムスリム社会組織バクー委員会と同様に、極めて先鋭的だった。彼らはムスリムの権利を保障する民主的な共和国を望んだ。ソ連の歴史家であるA・L・ポポフは、「ムスリム社会組織バクー委員会とミュサヴァト党は革命のある時期までは、国家の利益全般を代表するのみならず、アゼルバイジャンの労働者の民主主義を防衛する役割をも果たしていた」として、ミュサヴァト党が民主主義と社会主義の両方の立場を取っていたことを指摘し、ベイとハーンによる反動勢力であるとアプリオリに見なすことはできない、とした。
1917年6月17日、ミュサヴァト党は、ナシブ・ベイ・ユシフベイリとハサン・ベイ・アガエフが率いた国内の国家民主主義的右翼政党であるテュルク連合党 (az) と合併し、テュルク連合ミュサヴァト党 (Türk Ədəmi-mərkəziyyət firqəsi Müsavat) と改称した。そして党はカフカースのムスリムの一大政治勢力となった。同年10月に召集された第1回党大会において新たな党則が採用され、それは76の記事に掲載された。その党則にはこうある。
1918年の全ロシア憲法制定議会では、ミュサヴァト党は10番目に大きな勢力となった。

### 独立時代

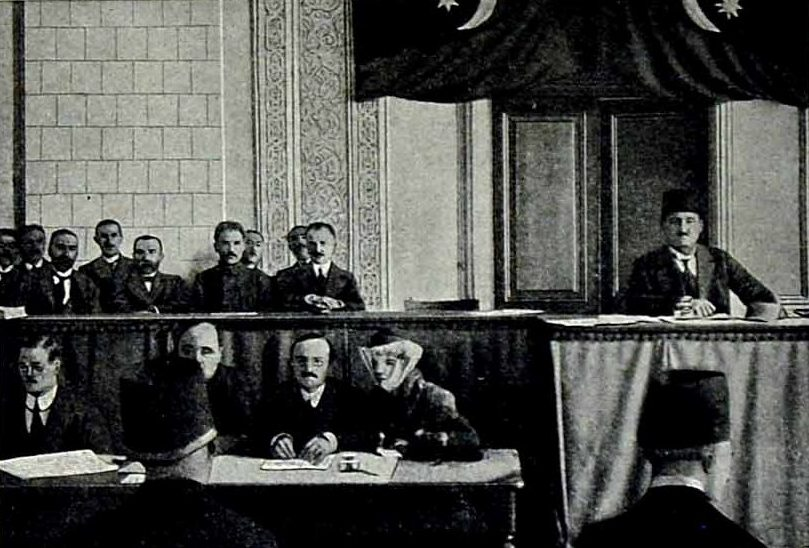
アゼルバイジャン民主共和国第1回議会（1918年12月7日）

ロシア帝国が崩壊しアゼルバイジャン民主共和国が独立を宣言すると、ミュサヴァト党は国民議会の第1回会議とその後の議会で第一党となり、レスールザーデは1918年12月7日まで国家元首を務めた。ミュサヴァト党政権下のアゼルバイジャンは、イスラム世界最初の世俗主義的、民主主義的な国家となった。翌年にはアメリカや欧州の一部に先んじて婦人参政権が認められた。
閣僚となった党員は以下の通り。
|                    | 第1内閣 （1918年5月28日 - 6月17日） | 第2内閣 （6月17日 - 12月7日）                                        | 第3内閣 （1918年12月12日 - 1919年3月14日） | 第4内閣 （3月14日 - 12月22日） | 第5内閣 （1919年12月22日 - 1920年4月1日） |
| ------------------ | ----------------------------------- | -------------------------------------------------------------------- | ------------------------------------------ | ------------------------------ | ----------------------------------------- |
| 首相               |                                     |                                                                      |                                            | ナシブ・ベイ・ユシフベイリ     | ナシブ・ベイ・ユシフベイリ                |
| 防衛大臣           | ホスロフ・ベイ・スルタノフ          | ホスロフ・ベイ・スルタノフ （暫定、 カラバフ・ザンゲズル公使を兼務） |                                            |                                |                                           |
| 外務大臣           | マンメト・ハサン・ハジンスキー      | マンメト・ハサン・ハジンスキー                                       |                                            | マンマト・ユシフ・ジャファロフ |                                           |
| 内務大臣           |                                     | ハリル・ベイ・ハスマンマドフ                                         | ハリル・ベイ・ハスマンマドフ               | ハリル・ベイ・ハスマンマドフ   | マンメト・ハサン・ハジンスキー            |
| 財務大臣           | ナシブ・ベイ・ユシフベイリ          |                                                                      |                                            |                                |                                           |
| 教育大臣           | ナシブ・ベイ・ユシフベイリ          | ナシブ・ベイ・ユシフベイリ                                           | ナシブ・ベイ・ユシフベイリ                 |                                |                                           |
| 通商・産業大臣     | マンマト・ユシフ・ジャファロフ      |                                                                      |                                            |                                |                                           |
| 宗教大臣           |                                     | ナシブ・ベイ・ユシフベイリ および ムサ・ベイ・ラフィエフ             | ナシブ・ベイ・ユシフベイリ                 |                                |                                           |
| 公安大臣           |                                     | ムサ・ベイ・ラフィエフ                                               |                                            |                                |                                           |
| 農務大臣           |                                     |                                                                      | ホスロフ・ベイ・スルタノフ                 |                                |                                           |
| 司法大臣           |                                     |                                                                      |                                            |                                | ハリル・ベイ・ハスマンマドフ              |
| 社会福祉・保健大臣 |                                     |                                                                      |                                            |                                | ムサ・ベイ・ラフィエフ                    |
| 統制大臣           |                                     |                                                                      |                                            | ナリマン・ベイ・ナリマンベヨフ |                                           |

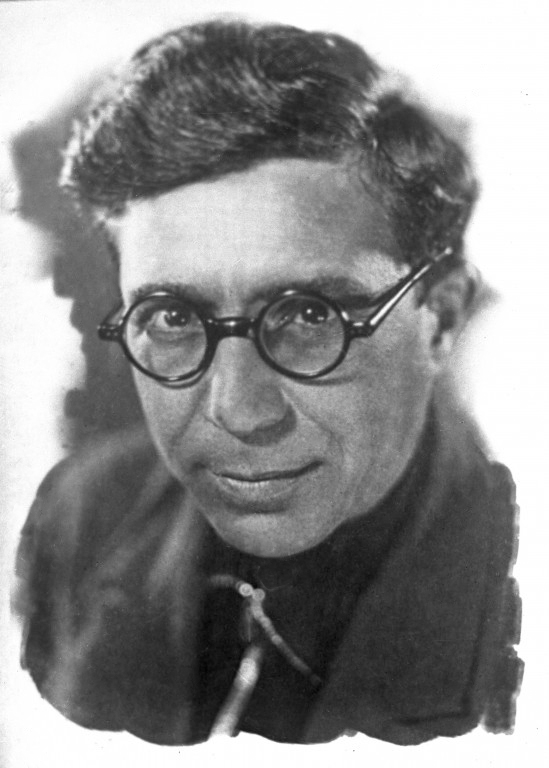
ジャファル・ジャッバルリ（1930年頃）

1920年にボリシェヴィキによってアゼルバイジャン民主共和国が倒されると、ミュサヴァト党は再び地下へ潜伏した。この時期の秘密委員会を率いたのは著名な劇作家のジャファル・ジャッバルリで、委員会の活動の中でもよく知られているものは、ラスールザーデをロシア・ソビエト連邦社会主義共和国からフィンランドへ脱出させたものである。その他にも党はギャンジャ、カラバフ、ザガタラ、ランカランなどでいくつかの武装反乱を指導した。しかし、党はボリシェヴィキ政府によって弾圧され、指導層の暗殺や国外逃亡が相次ぎ、1923年までに2千人以上の党員が逮捕されて党は壊滅した。

## 亡命時代
国外へ亡命した党組織が活動を開始したのは、1922年末から翌年初めにかけてのことである。レスールザーデは1923年に党の指導のために外務局を設置したが、党と提携関係にない他のアゼルバイジャン人亡命者とも接触するために民族センターも設立した。イスタンブールに置かれたそれらの機関は、1940年代後半にアンカラに移されるまでは党活動の中心となっていた。
党外務局員
- メフメト・エミーン・ラスールザーデ - 局長
- ミルザ・バラ・マンマザーデ (az) - 秘書
- ハリル・ベイ・ハスマンマドフ - 会計
- シャフィ・ベイ・リュスタンベイリ (az)
- ムスタファ・ヴァキロフ (en)
- マンマト・サディグ・アフンドザーデ
- アッバースグル・カジムザーデ

民族センター職員
- メフメト・エミーン・ラスールザーデ
- ハリル・ベイ・ハスマンマドフ
- ムスタファ・ヴァキロフ
- アクバル・アガ・シェイヒュリスラモフ (en)
- アブデュラリ・ベイ・アミルジャノフ

亡命時代の党首
- メフメト・エミーン・ラスールザーデ（1917年 - 1955年）
- ミルザ・バラ・マンマザーデ（1955年 - 1959年）
- カリム・オダル（az, 1959年 - 1981年）
- マハンマト・アゼル・アラン（az, 1981年 - 1992年）

亡命時代の党機関紙・機関誌
- Yeni Kafkasya,（1923年 - 1928年）- 機関誌、トルコで発行
- Azəri Türk,（1928年 - 1929年）- 機関誌、トルコで発行
- Odlu Yurdu,（1929年 - 1930年）- 機関誌、トルコで発行
- Bildirici,（1930年 - 1931年）- 機関紙、トルコで発行
- Azərbaycan Yurd Bilgisi,（1932年 - 1934年）- 機関誌、トルコで発行
- İstiklâl,（1932年 - ?）- 機関紙、ドイツで発行
- Kurtuluş,（1934年 - 1938年）- 機関誌、ドイツで発行
- Müsavat Bülleteni,（1936年 - ?）- ポーランド、ドイツで発行
- Azərbaycan,（1952年 - ）- トルコで発行

## 新ミュサヴァト党時代

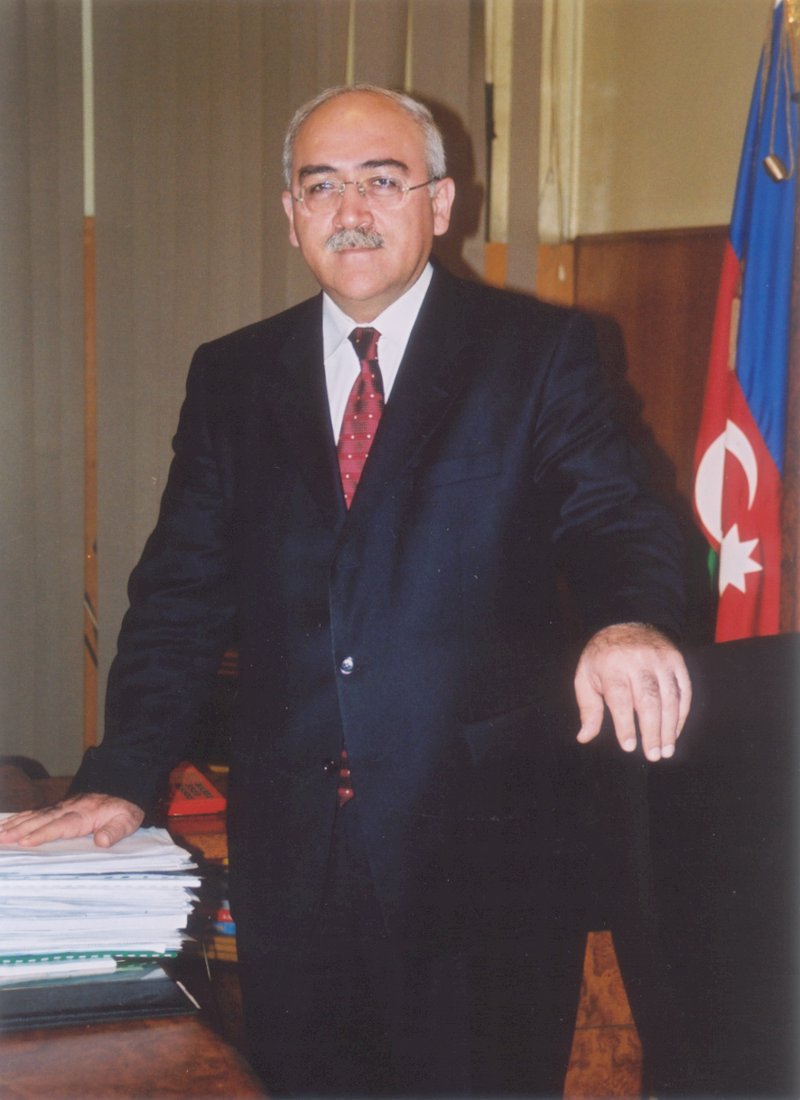
イサ・ガンバル（2013年7月2日）

ソビエト連邦の崩壊に先立つ1989年、知識人グループによるアゼルバイジャン国家民主新ミュサヴァト党がアゼルバイジャンで結成された。そのグループが設立した党復旧センターを亡命組織も承認し、1992年に国内外の党組織が集まって開かれた「ミュサヴァト党第3回党大会」で正式にミュサヴァト党は復活した。新たな党首には人民戦線出身のイサ・ガンバルが選出され、党組織は「党首」(Başqan)、「理事会」(Divan)、「議会」(Məclis) の3つに再編された。
政策面では、1993年から与党新アゼルバイジャン党に反対する立場を取っている。2000年11月5日から翌年1月7日にかけての選挙での得票率は4.9パーセントで、125議席中2議席を獲得した。2003年10月25日の大統領選挙では、ガンバル候補は12.2パーセントの票を得た。2005年11月6日の議会選挙 (en) では「自由」ブロック (az) に参加し5議席を獲得した。ガンバルが議席を失った後の2003年10月16日と2011年3月12日には、政府に対して抗議活動を行って注目された。
その他の主張には、アゼルバイジャン政府がクルド人、タリシュ人、アルメニア人などの非テュルク民族によって支配されているといった民族主義的なものがある。